# اندرسون، بخش برنت، ویسکانسین
اندرسون، بخش برنت، ویسکانسین (به انگلیسی: Anderson, Burnett County, Wisconsin) یک شهرک در ایالات متحده آمریکا است که در Burnett County واقع شده‌است.

## خصوصیات
اندرسون ۱۶۵٫۷ کیلومترمربع مساحت و ۳۷۲ نفر جمعیت دارد و ۲۷۳ متر بالاتر از سطح دریا واقع شده‌است.